# 大家族 (テレビドラマ)
『大家族』（だいかぞく）はTBS系の金曜ドラマにて1984年10月12日から1985年1月4日まで放送された日本のテレビドラマ。脚本は橋田壽賀子。のちに同じくTBS系で放送された『渡る世間は鬼ばかり』の原型ともなった作品である。

## 概要
- 三世代同居の大家族に起きる嫁姑問題を扱ったホームドラマ[1]。のちにドラマとほぼ同じ演者で舞台化もされた。
- 2022年12月時点で映像ソフト化された事はないが、有料動画配信サービスのU-NEXTで全話の視聴が可能[2]。

## キャスト

### 高倉家
- ヒサ(77) - 沢村貞子
- 平太(56) - 藤岡琢也
- 麻子(52) - 高森和子
- 一平(30) - 大和田獏
- 春菜(25) - 岸本加世子

- 史郎(35) - 小倉一郎
- 朱実(28) - 東てる美

- 里村節子(27) - 田中美佐子
- 太(27) - 渡辺寛二
- 桃子(4) - 仙田麻子

### 立川家
- 正造(58) - 北村和夫
- 里子(47) - 大森暁美
- 秋菜(23) - 高見恭子
- 清(20) - 三上博史

### BB社
- 山根峯子(46) - 渡辺美佐子
- 佐藤幸子(25) - 立見めぐむ
- 鈴木玲子(20) - 松阪隆子
- 浅野真吾(30) - 山下真司

### その他
- 石井富子（現・石井トミコ）
- 広田玲央名（現・広田レオナ）
- 中島元
- 猪俣光世
- 高山成夫
- 佐久間一生

## スタッフ
- 脚本：橋田壽賀子
- プロデューサー：岩崎嘉一
- 演出：井下靖央、豊原隆太郎、鈴木利正
- 音楽：小川よしあき（クレフミュージック）
- 製作著作：TBS

### オープニングテーマ
- ラヴェル「ボレロ」

## 放送日程
| 放送回   | 放送日         | サブタイトル     | 演出       |
| -------- | -------------- | ---------------- | ---------- |
| 第一回   | 1984年10月12日 | お嫁にいきますッ | 井下靖央   |
| 第二回   | 10月19日       | 嫁姑戦争のハシリ | 井下靖央   |
| 第三回   | 10月26日       | 結婚て甘くないッ | 井下靖央   |
| 第四回   | 11月2日        | 大荒れの結婚初夜 | 豊原隆太郎 |
| 第五回   | 11月9日        | 息子は嫁の尻の下 | 豊原隆太郎 |
| 第六回   | 11月16日       | 嫁姑戦争ボッパツ | 井下靖央   |
| 第七回   | 11月23日       | 大姑・姑突然団結 | 井下靖央   |
| 第八回   | 11月30日       | 別居するか離婚か | 豊原隆太郎 |
| 第九回   | 12月7日        | 同居のルール宣言 | 豊原隆太郎 |
| 第十回   | 12月14日       | 大姑の堪忍袋破裂 | 鈴木利正   |
| 第十一回 | 12月21日       | 生むか生まないか | 鈴木利正   |
| 第十二回 | 12月28日       | 瓜二つの長男誕生 | 豊原隆太郎 |
| 最終回   | 1985年1月4日   | 嫁の夢・姑の知恵 | 豊原隆太郎 |

## ネット局
当時のJNN系列局（金曜 22：00 - 22：54、同時ネット）
- TBS（制作局）
- 北海道放送[3]
- 青森テレビ[4]
- 岩手放送[4]
- 東北放送[5]
- テレビユー福島[5]
- 新潟放送[6]
- 北陸放送[7]
- 信越放送[8]
- テレビ山梨[9]
- 静岡放送[9]
- 中部日本放送[10]
- 毎日放送[11]

- 山陰放送[12]
- 山陽放送[13]
- 中国放送[13]
- テレビ山口[14]
- テレビ高知[15]
- RKB毎日放送[16]
- 長崎放送[16]
- 熊本放送[16]
- 大分放送[14]
- 宮崎放送[17]
- 南日本放送[17]
- 琉球放送[18]

当時のJNN系列外局
- 秋田放送（日本テレビ系列）：日曜 15:00 - 15:55[19]
- 山形放送（日本テレビ系列）：土曜 17:00 - 17:55[20]
- 北日本放送（日本テレビ系列）：日曜 15:00 - 15:55[21]
- 福井放送（日本テレビ系列）：日曜 15:00 - 15:55[7]
- 四国放送（日本テレビ系列）：日曜 17:00 - 17:55[7]
- 南海放送（日本テレビ系列）：土曜 12:00 - 12:55[14]

## 関連文献
- 橋田壽賀子『大家族 : 嫁の夢・姑の知恵』サイマル出版会、1984年9月。